# Toto Cutugno
Salvatore "Toto" Cutugno (Fosdinovo, 7 de julho de 1943 – Milão, 22 de agosto de 2023) foi um cantor, músico e compositor italiano.

## Biografia
Fez parte do grupo Albatros. Escreveu para canções para vários artistas como Joe Dassin.
A solo venceu o Festival de Sanremo em 1980 com a canção "Solo noi". O seu maior sucesso internacional foi contudo a canção "L'Italiano", também participante em Sanremo, em 1983, onde ficou em quinto.
Foi o vencedor do Festival Eurovisão da Canção 1990 interpretando a canção "Insieme 92", que celebrava a política de integração europeia.
Com Gigliola Cinquetti, vencedora do Festival Eurovisão da Canção 1964, apresentou o Festival Eurovisão da Canção 1991, realizado em Roma, onde cometeu alguns erros na altura da votação.
Morreu em 22 de agosto de 2023, aos oitenta anos, no Hospital San Raffaele, em Milão.

## Participações noFestival de Sanremo
- 1976: "Volo AZ504" com Albatros
- 1977: "Gran premio" com Albatros
- 1980: "Solo noi" (1.º)
- 1983: "L'italiano" (5.º)
- 1984: "Serenata" (2.º)
- 1986: "Azzurra malinconia" (4.º)
- 1987: "Figli" (2.º)
- 1988: "Emozioni" (2.º)
- 1989: "Le mamme" (2°)
- 1990: "Gli amori" in coppia con Ray Charles (2.º)
- 1995: "Voglio andare a vivere in campagna" (17.º)
- 1997: "Faccia pulita" (17.º)
- 2005: "Come noi nessuno al mondo" in coppia con Annalisa Minetti (2.º)
- 2008: "Un falco chiuso in gabbia" (4.º)

## Discografia
- Albatros (1976)
- Come ieri, come oggi, come sempre (1978)
- La mia musica (1981)
- L'italiano (1983)
- Azzura malinconia (1986)
- Voglio l'anima (1987)
- Innamorata, innamorato, innamorati (1987)
- Mediterraneo (1987)
- Toto Cutugno (1990)
- Insieme 1992 (1990)
- Non è facile essere uomini (1992)
- Voglio andare a vivere in campagna (1995)
- Canzoni nascoste (1997)
- Il treno va (2002)
- Cantando (2004)
- Come noi nessuno al mondo (2005)
- Un falco chiuso in gabbia (2008)